# Maracayia
Maracayia és un gènere d'arnes de la família Crambidae. El gènere va ser descrit per primera vegada per Hans Georg Amsel el 1956.

## Taxonomia
- Maracayia chlorisalis (Walker, 1859)
- Maracayia percludalis (Möschler, 1881)